# Yvon Delbos
Yvon Delbos (Thonac, 7 de mayo de 1885 – París, 15 de noviembre de 1956) fue un político francés del Partido Republicano Radical y Radical Socialista.

## Biografía
Nacido en Thonac el 7 de mayo de 1885.
En el periodo de la III República encabezó el Ministerio de Asuntos Exteriores entre el 4 de junio de 1936 y el 13 de marzo de 1938, en sendos gobiernos Blum y Chautemps.  Se llegó a mostrar en el contexto de la Guerra Civil Española «particularmente hostil» hacia el gobierno del Frente Popular español. Fue también Ministro de la Educación Nacional entre el 13 de septiembre de 1939 y el 21 de marzo de 1940.
En el periodo de la IV República repitió en dos nuevas ocasiones como ministro de la Educación Nacional; entre el 5 de septiembre de 1948 y entre el 11 de septiembre de 1948 y entre el 2 de julio de 1950.
Falleció el 15 de noviembre de 1956 a la edad de 71 años en París.